# Ștefan Mihail
Ștefan D. Mihail (n. 1 februarie 1867 - d. ?) a fost unul dintre generalii Armatei României din Primul Război Mondial. 
A îndeplinit funcții administrative în cadrul Ministerului de Război și Marelui Cartier General în campaniile anilor 1916 - 1918.

## Cariera militară
După absolvirea școlii militare de ofițeri cu gradul de sublocotenent, Mihail Ștefan a ocupat diferite poziții în cadrul unităților de geniu sau în eșaloanele superioare ale armatei, cele mai importante fiind cele de ajutor al comandantului Școlii Militare de Artilerie, Geniu și Marină sau comandant al Regimentului 28 Infanterie.
În perioada Primului Război Mondial a îndeplinit funcții administrative în eșaloanele superioare de conducere. Nu a exercitat comandă pe front.
În perioada 27 septembrie - 30 noiembrie 1919 a fost ministru al lucrărilor publice în guvernul condus de generalul Arthur Văitoianu.

## Decorații
- Ordinul „Steaua României”, în grad de ofițer (1912)
- Ordinul „Coroana României”, în grad de comandor (1907)[1]:p. 435